# 全国たばこ販売協同組合連合会
全国たばこ販売協同組合連合会（ぜんこくたばこはんばいきょうどうくみあいれんごうかい）は、中小企業等協同組合法に基づく法人であり、日本全国のたばこ販売店が加盟する組織である。本部所在地は東京都港区。

## 概要
- 設立 1948年（任意団体「全国たばこ協会」として発足、1979年に法人化）
- 組合員数　約4万8千人

## 活動
- 公式ホームページには、自民党たばこ議員連盟の基本理念である「禁煙より分煙を。目指せ！分煙先進国！」をスローガンに掲げており、飲食店などの建物内を原則禁煙とする法改正に反対している[1][2]。
- 毎月25日に全国たばこ新聞を発行しており、2019年5月31日からは公式ホームページにおいて全国たばこ新聞（電子版）の公開も開始している[3]。
- たばこの販売促進活動を行うとともに、成人識別自販機の導入等の未成年者喫煙防止に関する取組みや喫煙マナーの啓発活動を行う。
- 全国たばこ販売政治連盟はその政治部門であり、国会議員への政治献金や喫煙規制に反対するロビー活動を行っている。
- 政府ががん対策基本法の施行に際し「がん対策推進基本計画」の策定を行った際、喫煙率削減の数値目標を盛り込むことについて、反対を表明した。
- 喫煙機会の増加、消費場所の拡大、売上アップを目的に、たばこ販売店に対し店頭灰皿を設置することを呼びかけている[4][5][6]。

## 所在地
- 〒105-0014 東京都港区芝一丁目六番十号　芝SIAビル7階